# Mercato Municipale di San Paolo
Il Mercato Municipale di San Paolo (in portoghese Mercado Municipal de São Paulo), conosciuto popolarmente come Mercadão, è uno dei principali mercati della metropoli brasiliana di San Paolo.
Aperto nel 1933, è situato in rua da Cantareira, nel quartiere Mercado, nel centro storico di San Paolo.

## Storia
L'edificio, in stile eclettico, fu progettato, sul modello del Zentralmarkthalle di Berlino, nel 1925 dall'ingegnere Felisberto Ranzini, dipendente dello studio del famoso architetto Francisco de Paula Ramos de Azevedo. L'edificio fu costruito tra il 1928 e il 1933. Prima ancora che aprisse i battenti fu temporaneamente adibito a polveriera. Solo alla fine della Rivoluzione Costituzionalista del 1932 il mercato poté assumere le sue funzioni e sostituire il Mercato di Rua 25 de Março. Fu inaugurato il 25 gennaio 1933.
Il magazzino è stato completamente ristrutturato nel 2004. La facciata è stata restaurata, le vetrate sono state restaurate ed è stato costruito un mezzanino, progettato dall'architetto Pedro Paulo de Mello Saraiva, con diversi chioschi per la somministrazione di cibo e bevande. Grazie alla ristrutturazione, il mercato è oggi un punto d'incontro per i paulistanos oltre che un'attrazione turistica.

## Descrizione
Il Mercato Comunale segue il modello utilizzato per il Mercato Centrale di Berlino: un edificio coperto con torrette laterali. L'influenza tedesca è visibile anche nella pianta modellata dell'edificio, che è stata progettata in Germania, con Ranzini che ha realizzato i prospetti. L'edificio di San Paolo ha una struttura in calcestruzzo e muratura in mattoni. L'edificio, in stile neoclassico e dal sapore gotico, colpisce per la bellezza delle sue 55 vetrate di Conrado Sorgenicht Filho, che mostrano vari aspetti della produzione agricola e dell'allevamento paulista. L'illuminazione naturale è assicurata da lucernari che riempiono lo spazio del mercato di colori vivaci. La posizione del mercato era strategica, in quanto collegava le ferrovie e i tram dell'epoca e si trovava vicino al fiume Tamanduateí.